# アンセルム・ストラウス
アンセルム・ストラウス（Anselm Leonard Strauss, 1916年12月18日 - 1996年9月5日）は、アメリカ合衆国の社会学者・社会心理学者。ニューヨーク市出身。シカゴ学派第4世代（シンボリック相互作用論学派第2世代）に属し、主として、医療現場（ターミナルケア現場）を対象としたフィールドワークを手がけてきた。
1944年から1947年までローレンス大学で教鞭を執った。1952年にストラウスは助教授としてシカゴ大学に戻った。1960年にストラウスはカリフォルニア大学サンフランシスコ校に社会行動科学部門を設立し、1987年まで部門長と名誉教授を務めた。
彼に関する日本の主立った研究者としては、藤沢三佳・片桐雅隆・山口健一などがいる。

## 日本語訳著書

### 単著
- 『鏡と仮面――アイデンティティの社会心理学』（世界思想社, 2001年）

### 共著
- 『慢性疾患を生きる――ケアとクォリティ・ライフの接点』（医学書院, 1987年）
- 『「死のアウェアネス理論」と看護――死の認識と終末期ケア』（医学書院, 1988年）[1]
- 『データ対話型理論の発見――調査からいかに理論をうみだすか』（新曜社, 1996年）
- 『フィールド・リサーチ――現地調査の方法と調査者の戦略』（慶應義塾大学出版会, 1999年）
- 『質的研究の基礎――グラウンデッド・セオリーの技法と手順』（医学書院, 1999年/第2版, 2004年/第3版, 2012年）